# 니콜라이 오흘롭코프

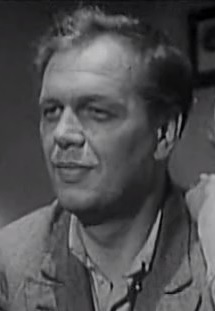
니콜라이 오흘롭코프

니콜라이 오흘롭코프 (Nikolay Pavlovich Okhlopkov, 러시아어: Никола́й Па́влович Охло́пков, 1900년 ~ 1967년)는 러시아의 연출가다.

## 생애
소년시대의 고향인 이르쿠츠크에서 연극에 손을 댄 것이 인연이 되어, 20세 전후에는 그곳에서 연출을 하게 되었고 1923년 메이예르홀트 극장에 들어가면서부터 본격적인 연극수업을 쌓아, 그 지도자에게서 큰 감화와 영향을 받았다. 30년대에는 사실극장(寫實劇場)을 주재, 그 후 바흐탄고프 극장을 거쳐, 1943년부터는 당시의 혁명극장, 현재의 마야코프스키 극장의 수석 연출가가 되었다.
그의 연출의 특징은 연극의 조건적인 표현수단을 종횡으로 구사하여, 극에 장대한 사회비판적인 울림을 주는 일인데, 그 장대성은 추상적인 것이 아니라, 리얼한 생활적인 것이다. 연극에서 허용되는 모든 수단, 음향이나 조명에 의한 적극적으로 관객에게 작용을 주기 위해 음악을 담뿍 집어 넣어, 이로써 배우의 연기를 보충하고, 더욱이 관객의 마음을 끌며, 고무하는 것이다. 또한 그는 때때로 극을 관객석으로 옮기고 배우는 통로나 좌석 위에 만든 발판 위에 나타나곤 한다. 이런 수법은 옛날의 프세볼로트 메이예르홀트와 똑같다. 그의 대표적인 연출은 파제에프 장편의 각색물인 <젊은 친위대>와 <햄릿> 등이다.